# Afterlife (Album)
Afterlife ist das 1993 erschienene einzige Musikalbum der 1991 ins Leben gerufenen US-amerikanischen Hard-Rock-Band Blackthorne.

## Hintergrund
Die beteiligten Musiker hatten vor Gründung des Projekts bereits verschiedentlich Kontakt miteinander; Sänger Graham Bonnet, der vor allem als Sänger von Rainbow und Michael Schenker Group bekannt geworden war, hatte mit Jimmy Waldo bei Alcatrazz gespielt. Bassist Chuck Wright und Schlagzeuger Frankie Banali arbeiteten bei Quiet Riot zusammen, und Bob Kulick hatte immer wieder mit einzelnen Musikern zusammengespielt, mit Banali zum Beispiel für das W.A.S.P.-Album The Headless Children.
Blackthorne wurde 1991 gegründet, 1993 entstand Afterlife, das von Bob Kulick produziert wurde. Die Aufnahmen fanden in den Soundchamber Studios in Hollywood statt.

## Titelliste
| Nr.          | Titel                                             | Autor(en)                                | Länge |
| ------------ | ------------------------------------------------- | ---------------------------------------- | ----- |
| 1.           | Cradle to the Grave                               | Bob Kulick, Steve Rosen, Jimmy Waldo     | 4:42  |
| 2.           | After Life                                        | Kulick, Rosen, Waldo                     | 5:24  |
| 3.           | We Won’t Be Forgotten                             | Bob Kulick, Bruce Kulick, Paul Taylor    | 6:01  |
| 4.           | Breaking the Chains                               | Kim Benner, Chuck Burgi, Kulick          | 4:54  |
| 5.           | Over and Over (zusätzliche Gitarre: Bruce Kulick) | Bob Kulick, Bruce Kulick, Steve Plunkett | 4:48  |
| 6.           | Hard Feelings                                     | Marc Ferrari, Bob Kulick                 | 4:45  |
| 7.           | Baby You’re the Blood                             | Kulick, Plunkett, Waldo                  | 3:24  |
| 8.           | Sex Crime                                         | Kulick, Plunkett, Waldo                  | 4:55  |
| 9.           | Love from the Ashes                               | Kulick, Rosen, Waldo                     | 4:37  |
| 10.          | All Night Long (Rainbow-Coverversion)             | Ritchie Blackmore, Roger Glover          | 5:04  |
| Gesamtlänge: | Gesamtlänge:                                      | Gesamtlänge:                             | 48:36 |

## Rezeption
Michael Lorant schrieb für Metal Hammer, er müsse sich „schon schwer zusammenreißen, dieses Album nicht allzu sehr in den Himmel zu loben.“  Erleben sei das richtige Wort für Bonnets Gesang, „der einst Rainbow in die Charts“ gebracht habe. Einen dieser Chartstürmer (All Night Long) gebe „es hier auch in einer neuen Version.“ Die restlichen neun Stücke erinnerten, sehe man „mal von der AC/DC-Passage bei We Won’t Be Forgotten ab, schon oft an Bonnets Alcatrazz.“ Immerhin sei „auch deren Keyboarder Jimmy Waldo bei Blackthorne dabei.“ Dazu geselle sich noch „die renommierte Rhythmussektion mit Bassist Chuck Wright und Drummer Frankie Banali.“ Bob Kulick sorge als Gitarrist und Produzent für „das wahrscheinlich schwergewichtigste Album, auf dem der James Dean-Fan jemals“ gesungen habe.